# Hada ochrostigma
Hada ochrostigma är en fjärilsart som beskrevs av Evans 1842. Hada ochrostigma ingår i släktet Hada och familjen nattflyn. Inga underarter finns listade i Catalogue of Life.